# Třída Una
Třída Una byly diverzní miniponorky jugoslávského námořnictva. Postaveno bylo šest jednotek této třídy. Po rozpadu země pět miniponorek získalo námořnictvo zbytkové Svazové republiky Srbska a Černé Hory a jednu ukořistilo chorvatské námořnictvo, které ji pojmenovalo Velebit (ex Soča). Všechny již byly vyřazeny. Část se jich zachovala jako muzejní exponáty.

## Pozadí vzniku

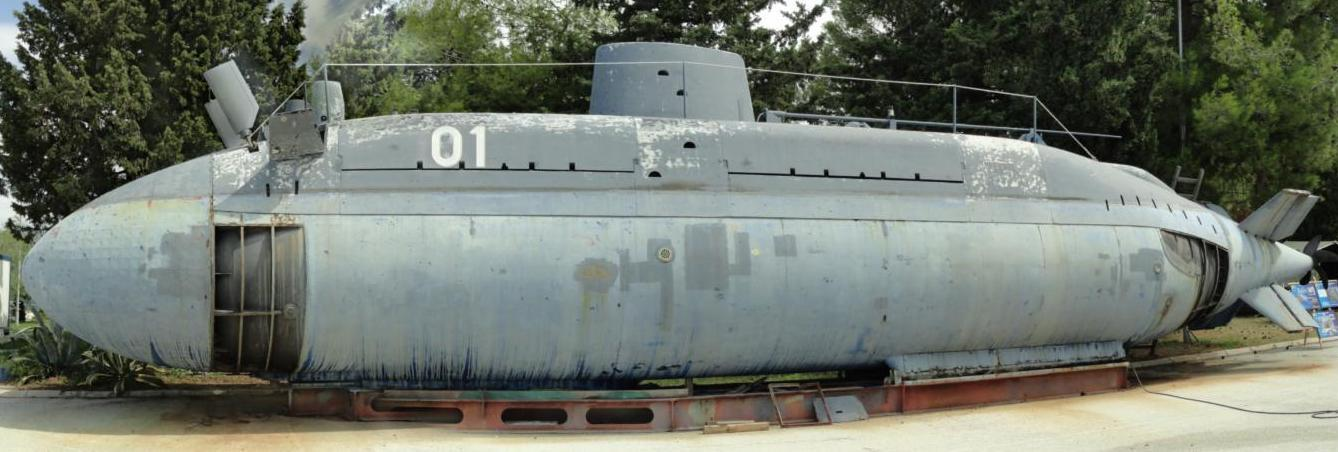
Chorvatská miniponorka Velebit (P-01)

Miniponorky byly domácí jugoslávskou konstrukcí. V 80. letech 20. století bylo loděnicí Brodogradilište specijalnih objekata ve Splitu postaveno šest jednotek této třídy, pojmenovaných Tisa (P-911), Una (P-912), Zeta (P-913), Soča (P-914), Kupa (P-915) a Vardar (P-916).

## Konstrukce

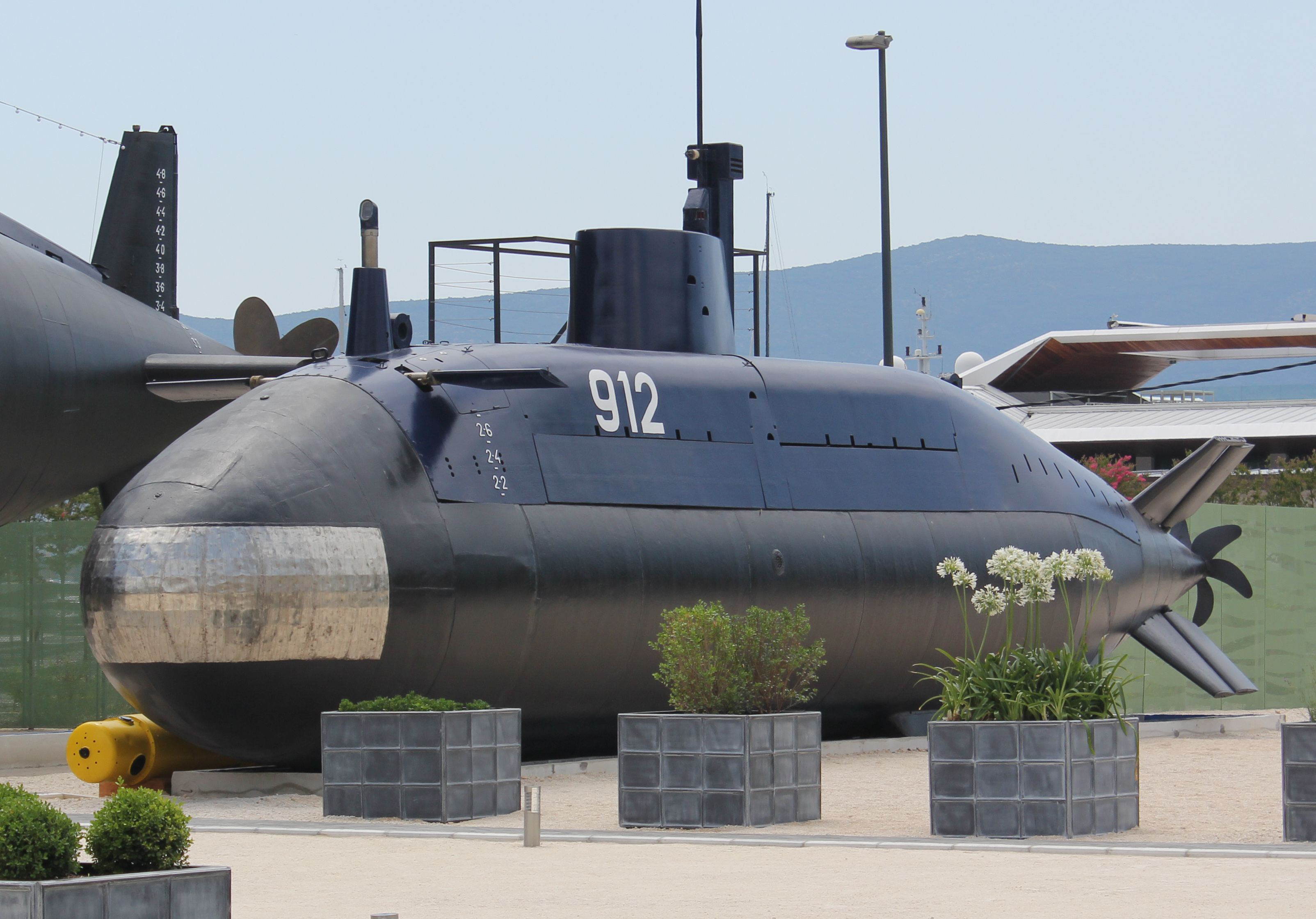
Jugoslávská miniponorka Una (P-912)

Plavidla sloužila k přepravě až šesti diverzních specialistů (potápěčů). Na jejich trup bylo možné umístit šest min, nebo čtyři podmořské skútry R1 pro potápěče. Byla vybavena aktivním sonarem Krupp Atlas PP-10 a pasivním Krupp Atlas PSU-12. Pohonný systém tvořily dva elektromotory  výkonu 36 shp, pohánějící jeden lodní šroub. Nejvyšší rychlost dosahovala 8 uzlů na hladině a 11 uzlů pod hladinou. Maximální hloubka ponoru byla 105 metrů (nouzově 120 metrů).